# Glacier Harper
Pour les articles homonymes, voir Harper.
Le glacier Harper est un glacier du parc national et réserve de Denali, dans l'État américain de l'Alaska. Le glacier prend naissance sur le mont McKinley à plus de 5 791 mètres entre le pic Nord et le pic Sud. À partir d'environ 3 700 mètres, il se précipite entre Pioneer Ridge et Karpe Ridge de la Great Icefall (« grande cascade de glace ») vers la Lower Icefall (« cascade de glace inférieure ») pour former le glacier Muldrow,. En 1913, le glacier a été nommé par Hudson Stuck d'après Walter Harper, un alpiniste de Koyukon et le premier homme à atteindre le sommet du mont McKinley.